# Xã Oakville, Quận Grand Forks, Bắc Dakota
Xã Oakville (tiếng Anh: Oakville Township) là một xã thuộc quận Grand Forks, tiểu bang Bắc Dakota, Hoa Kỳ. Năm 2010, dân số của xã này là 200 người.